# Mauricio Acosta
Mauricio Acosta (* 1987 oder 1988) ist ein uruguayischer Fußballspieler.

## Karriere
Der Defensivakteur Acosta, der sowohl auf allen Positionen in der Viererabwehrkette als auch als zentraler Mittelfeldspieler einsetzbar ist, stand im Jahr 2005 in Reihen des uruguayischen Profiklubs El Tanque Sisley. Mindestens in der am 18. Juni 2005 mit 1:3 verlorenen Zweitligapartie gegen Paysandú Bella Vista kam er zum Einsatz. Ab 2006 spielte er für den Fabrizio Ronchetti. Dort gehörte er in der Saison 2007/08 auch dem Kader der Zweitligamannschaft an und kam mindestens im Spiel der Segunda División am 8. Dezember 2007 beim 0:0-Unentschieden gegen Boston River zum Einsatz. Danach war er für den fünftklassigen deutschen Amateurverein FC Singen 04 aktiv. Das Engagement in Deutschland kam durch die Vermittlung eines Funktionärs der uruguayischen Fußballspielergewerkschaft zustande, der Verbindungen zu einer christlichen Sportlervereinigung unterhielt. Zunächst trainierte er drei Monate mit und spielte schließlich zwei Monate lang für den Klub. Er bezog nach eigener Aussage ein Gehalt in Höhe von 400 Euro, was in etwa dem Salär bei einem uruguayischen Zweitligaverein entspräche. 2011 kehrte er aus Deutschland nach Uruguay zurück und war im Oktober jenes Jahres bereits seit einigen Monaten vereinslos. Zu diesem Zeitpunkt berichtete die uruguayische Zeitung La República darüber, dass er – ebenso wie die beiden vertragslosen Fußballspieler Óscar Gallo und Diego Vitabar – von Nationaltrainer Óscar Tabárez für das Training der Nationalmannschaft rekrutiert wurde, damit dieser zwei vollzählige Mannschaften gegeneinander antreten lassen konnte. Acosta hatte in dieser Form bereits in der Vorbereitung zur Weltmeisterschaft 2010 ausgeholfen.